# Pésures
Los pésures o pesuros (en latín, PAESVRI) eran un pueblo ibérico prerromano dependiente de los Lusitanos. Los presuros vivían entre los ríos Duero y Voga, en el centro norte de Portugal.

Los pésures fueron los responsables de la fundación de la ciudad de Talábriga, ciudad que los autores antiguos sitúan en la región del Voga, la actual ciudad de Aveiro. A pesar de haber sido investigados desde el siglo XVI, la localización concreta de Talábriga es incierta, y muchos autores modernos apuntan que se encuentra en la Albergaria. 
Según F. Russel Cortéz los pésures hablaban una lengua mediterránea. En la posición geográfica de los pésures concuerda con Tovar, aunque Alarcón los sitúa en parajes más al norte. Cortez los clasifica como un pueblo pre-celta, perteneciente al sustrato mediterráneo de la Edad de Bronce.
- Datos: Q7124116